# Balatonberény
Balatonberény är en ort i Ungern.   Den ligger i provinsen Somogy, i den västra delen av landet, 160 km sydväst om huvudstaden Budapest. Balatonberény ligger 127 meter över havet och antalet invånare är 1 212. Den ligger vid sjöarna  Keszthelyi-öböl Fűzfői-öböl och Balaton.
Terrängen runt Balatonberény är huvudsakligen platt, men norrut är den kuperad. Runt Balatonberény är det ganska tätbefolkat, med 52 invånare per kvadratkilometer. Närmaste större samhälle är Keszthely, 9,0 km nordväst om Balatonberény. Trakten runt Balatonberény består till största delen av jordbruksmark.